# Général Jacqueminot
Général Jacqueminot, baptisé en l'honneur du général Jean-François Jacqueminot, est un cultivar de rosier dit hybride remontant du XIXe siècle, obtenu en 1853 par Roussel. Il est issu de semis de Gloire des Rosomanes fécondé par Géant des Batailles.
 Il s'agit du premier hybride remontant de couleur rouge vif dans l'histoire de la culture des roses.

## Description
Son buisson d'environ 1,50 m, porte des fleurs parfumées. Il est rustique, mais très sensible aux maladies cryptogamiques par temps humide. Dans le Gers (Midi-Pyrénées), un pied planté en 1988, à l'ombre d'un  noyer, n'a jamais été malade, ni jamais traité.[réf. nécessaire]
C'est la fleur de certaines fraternités étudiantes américaines : Theta Tau, Phi Kappa Psi, Alpha Omicron Pi.

## Descendance
Un semis de 'Général Jacqueminot' a donné naissance à l'hybride remontant 'Louis XIV' (Guillot fils 1859).
Par croisement avec 'Victor Verdier' (Lacharme 1859), il a donné naissance au rosier 'Marie Baumann' (Baumann 1863), également de couleur carmin. Il a aussi donné naissance aux hybrides remontants 'Duc Decazes' (Touvais 1861), 'Alfred Colomb' (Lacharme 1865), 'Horace Vernet' (Guillot fils 1866), 'Louis van Houtte' (Lacharme 1869), 'Baron de Bonstetten' (Liabaud 1871), 'Éclair' (Lacharme 1883) et 'Monsieur de Morand' (Vve Schwartz 1891), 'Ernest Morel' (Cochet fils 1898), ainsi qu'au rosier grimpant 'Reine Marie-Henriette' (Levet 1878), par croisement avec 'Madame Bérard' (Levet 1872) et à 'Kiese' (Kiese 1910), par croisement avec Rosa canina.
Il a aussi donné naissance à un sport soulevé par Lacharme en 1864, baptisé du nom de 'Xavier Olibo'.